# سحابی قلب
سحابی قلب یا IC۱۸۰۵ یک سحابی گسیلشی در صورت فلکی ذات‌الکرسی است و در بازوی برساوش در کهکشان راه شیری قرار دارد.

## نگارخانه

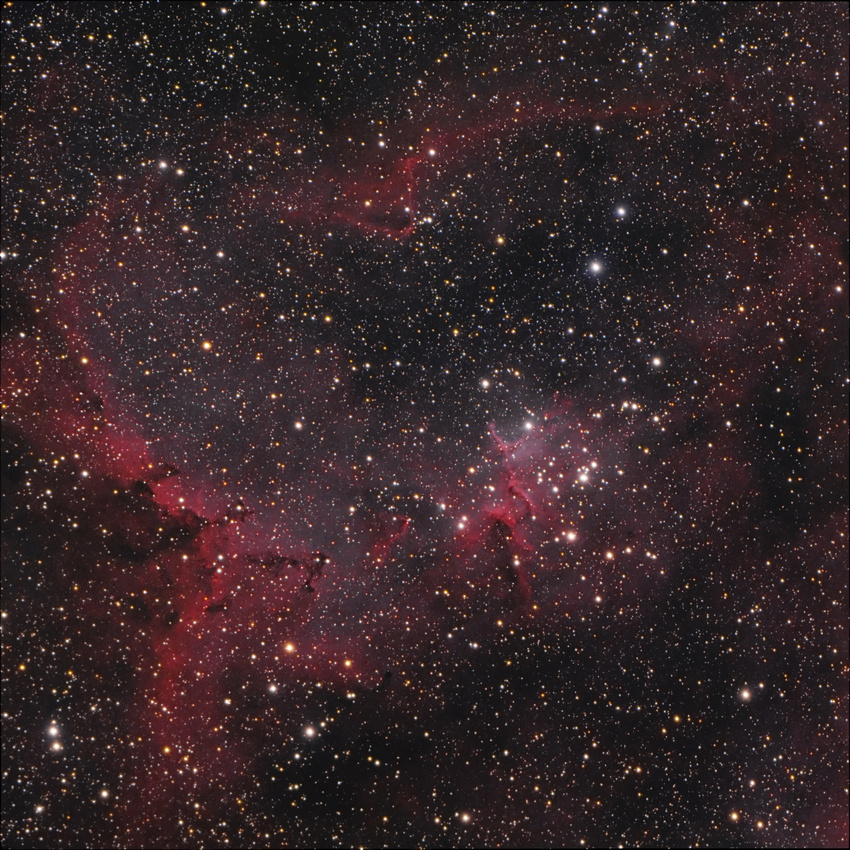
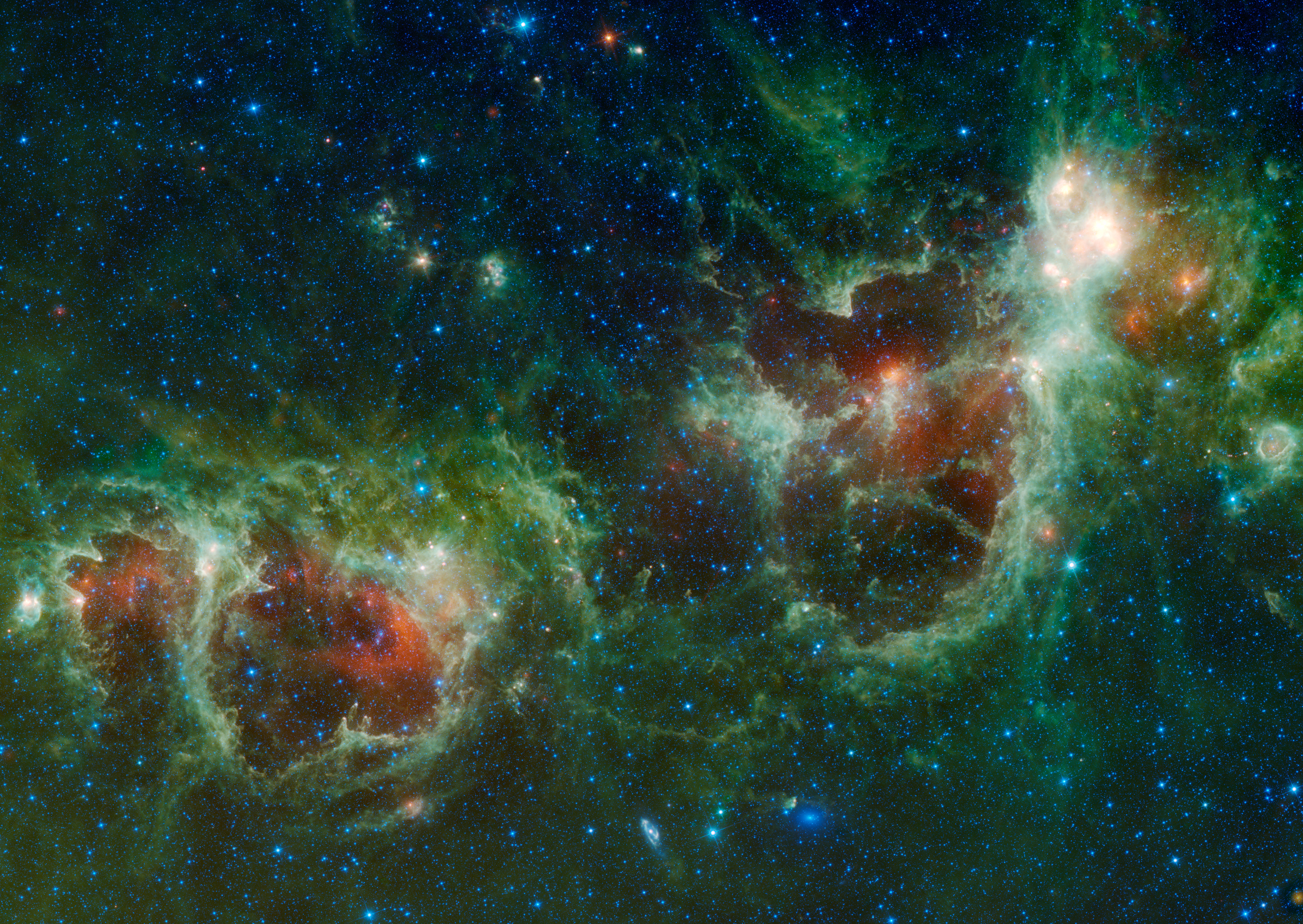